# Brandi Love
Brandi Love (Dearborn, Michigan, 29 maart 1973)  is een Amerikaanse pornoactrice en ondernemer. Ze is vooral bekend van haar werk in het MILF-genre, de taboeterm voor een seksueel begeerlijke vrouw op leeftijd.

## Biografie
Geboren als Tracey Lynn Livermore spendeerde Brandi Love haar jeugd in de Amerikaanse staat North Carolina. Love heeft Duitse en Britse roots en werd opgevoed volgens de presbyteriaanse leer. Ze is de kleindochter van de bekende beursspeculant Jesse Lauriston Livermore. In 1995 trouwde ze met Chris Potoski. Samen hebben ze één kind. Love werkte als gerante in een broodjeszaak en voor een uitzendbureau als accountexecutive.
Love woont nog steeds in North Carolina en is een fervent swinger, de levensstijl die ze opnam nadat ze haar saaie, conservatieve leven beu was. Een ontdekkingstocht die ze in haar boek Getting Wild Sex beschrijft. De ervaring en contacten die ze in die nichewereld opdeed, gebruikte ze voor haar latere pornocarrière.

## Carrière
Brandi Love begon haar loopbaan aanvankelijk als webcammodel via haar eigen website. Een beslissing die Love nam toen ze, samen met haar man, de lucratieve business van pornosites ontdekte. Het duurde echter tot 2008 vooraleer ze op professionele voorstellen uit de porno-industrie inging. Haar eerste scène draaide ze voor Naughty America, waarna er nog werk volgde voor zowat alle grote pornohuizen zoals Brazzers, Wicked Pictures en Girlfriends Films. Tot op heden was Brandi Love in zo'n 103 films te zien.
In februari 2015 kondigde Love aan dat ze een punt achter haar carrière zet. Ze tekende nog een laatste contract voor vijftien scènes bij Brazzers, waarna ze de industrie definitief vaarwel zegt. Wanneer dat juist zal zijn, is nog niet bekend.

### Schrijverschap
In 2010 publiceerde Love, samen met Michelle Thompson en Catherine Jenkins, het boek Getting Wild Sex from Your Conservative Woman. In het zelfhulpboek schrijft ze over een periode in haar leven waarin ze haar seksuele drang kwijtraakte, en hoe ze die weer terugvond. Zelf legt Love de oorzaak bij sociale en familiale druk om een "goede conservatieve vrouw" te zijn, in plaats van vrij en ongeremd. Om uit de ban te kunnen springen, begon ze te strippen, experimenteerden zij en haar man met swingen, en ging ze later ook in de porno-industrie.

### Andere projecten en verschijningen
Love en haar man zijn ook de eigenaars van enkele internetbedrijven zoals Traffic Soup, Naked Rhino, No Rivals Media en WhyZoom Media. De ondernemingen zijn allemaal actief in de porno-industrie. Daarnaast richtten de twee ook Partners in Adult op, een organisatie die ouders in de porno-industrie bijstaat. Love riep het project in leven nadat ze in aanvaring kwam met haar eigen ouders, die hun kleinkind bij het koppel probeerden weghalen. Dit omdat ze niet konden leven met het werk van Love en haar man.
Love en haar man verschenen ook in allerhande praatprogramma's om over hun unieke levensstijl te praten. Zo waren ze onder meer te gast in de Tyra Banks Show, Penn & Teller: Bullshit! en The Howard Stern Show. Love was ook gastspreekster op de Universiteit van East Carolina.

## Onderscheidingen en nominaties
| Jaar | Award            | Resultaat   | Prijs                                         | Voor...         |
| ---- | ---------------- | ----------- | --------------------------------------------- | --------------- |
| 2013 | AVN Award        | Genomineerd | MILF/Cougar Performer of the Year             | n.v.t.          |
| 2013 | AVN Award        | Genomineerd | Most Outrageous Sex Scene (met Kelly Madison) | Big Titty MILFs |
| 2013 | NightMoves Award | Gewonnen    | Best Cougar/MILF Performer (Editor’s Choice)  | n.v.t.          |
| 2013 | NightMoves Award | Genomineerd | Best Ass                                      | n.v.t.          |
| 2013 | XBIZ Award       | Genomineerd | Web Star of the Year                          | n.v.t.          |
| 2014 | NightMoves Award | Genomineerd | Best MILF Performer                           | n.v.t.          |
| 2015 | AVN Award        | Genomineerd | MILF Performer of the Year                    | n.v.t.          |
| 2015 | AVN Award        | Genomineerd | Best Porn Star Website                        | BrandiLove.com  |
| 2015 | XBIZ Award       | Genomineerd | MILF Performer of the Year                    | n.v.t.          |
| 2015 | XBIZ Award       | Genomineerd | Best Supporting Actress                       | Aftermath       |